# Egenskaper hos mått
Denna artikel utgör en fördjupning av artikeln om mått.
Ett mått har några intressanta egenskaper. Låt {\displaystyle (X,{\mathcal {F}},\mu )} vara ett måttrum.

## Grundläggande egenskaper
Monotonicitet: Om {\displaystyle E_{1},E_{2}\in {\mathcal {F}}} där {\displaystyle E_{1}\subseteq E_{2}} är
{\displaystyle \mu (E_{1})\leq \mu (E_{2})}.
Subadditiv: Om {\displaystyle E_{1},E_{2},E_{3},...\in {\mathcal {F}}} är en följd av mängder (inte nödvändigtvis disjunkta) gäller att
{\displaystyle \mu \left(\bigcup _{i=1}^{\infty }E_{i}\right)\leq \sum _{i=1}^{\infty }\mu (E_{i})}.

## Konvergenssatser
Ett mått uppfyller följande konvergenssatser:
- Om {\displaystyle A_{1}\subseteq A_{2}\subseteq A_{3}\subseteq ...\in {\mathcal {F}}} är

{\displaystyle \mu \left(\bigcup _{i=1}^{\infty }A_{i}\right)=\lim _{i\rightarrow \infty }\mu (A_{i})}.
- Om {\displaystyle B_{1}\supseteq B_{2}\supseteq B_{3}\supseteq ...\in {\mathcal {F}}} där {\displaystyle \mu (B_{1})<\infty } är

{\displaystyle \mu \left(\bigcap _{i=1}^{\infty }B_{i}\right)=\lim _{i\rightarrow \infty }\mu (B_{i})}.
Gränsvärdena {\displaystyle \lim _{i\rightarrow \infty }\mu (A_{i})} och {\displaystyle \lim _{i\rightarrow \infty }\mu (B_{i})} finns eftersom måttet är monotont:
{\displaystyle \mu (A_{1})\leq \mu (A_{2})\leq ...}
{\displaystyle \mu (B_{1})\geq \mu (B_{2})\geq ...}
om {\displaystyle \mu (A_{i})\nearrow \infty } definierar vi {\displaystyle \lim _{i\rightarrow \infty }\mu (A_{i}):=\infty }.